# Orbione natalensis
Orbione natalensis är en kräftdjursart som beskrevs av M. Bourdon1972. Orbione natalensis ingår i släktet Orbione och familjen Bopyridae. Inga underarter finns listade i Catalogue of Life.